# Gilberto Kassab
Gilberto Kassab (São Paulo, 12 de agosto de 1960) es un político brasileño de origen libanés. Fue el alcalde de la ciudad de São Paulo y ocupó el cargo de ministro de Ciencia, Tecnología, Innovación y Comunicaciones de Brasil, aunque es ingeniero civil y economista, de profesión.

## Biografía
Estudió en el colegio tradicional paulistano Liceu Pasteur, teniendo a su padre como director de la institución. Se graduó en Ingeniería Civil en la Escuela Politécnica de la Universidad de São Paulo y en Economía por la Facultad de Economía y Administración de la Universidad de Sao Paulo.
Asumió la alcaldía de la ciudad luego de la renuncia del entonces alcalde, José Serra, para candidatarse a gobernador del estado en las elecciones de octubre de 2006.
Actualmente afiliado al PSD, Kassab ya fue concejal de la capital paulista, diputado estatal y diputado federal.
Su nombre fue mencionado en 2017 entre los beneficiarios de sobornos pagados por la multinacional JBS.